# Devoción de los primeros sábados
La devoción de los primeros sábados es una devoción católica en la que fue instruida Sor Lúcia dos Santos, vidente de Fátima, en una aparición mariana en Pontevedra, España, el 10 de diciembre de 1925.

## Historia
La práctica de honrar a la Virgen María el día sábado es una costumbre muy antigua que suele atribuirse al monje benedictino Alcuino de York (735-804) que compuso un misa votiva para cada día de la semana en la corte de Carlomagno, asignando el sábado a María.
La práctica de reparación al Inmaculado Corazón de María en los primeros sábados de mes se inició en Rovigo, Italia, de la mano de un terciaria servita, Maria Dolores Inglese, en 1889 que junto a otros amigos empezó la práctica de ofrecer la Comunión en Reparación del Inmaculado Corazón. Esta práctica fue promocionada por el obispo Antonio Polin de la Diócesis de Adria y se extendió por Italia. En julio de 1905, el papa San Pio X aprobó la concesión de indulgencias a la práctica de ofrecer durante doce meses consecutivos, la Comunión de los primeros sábados de mes en reparación a la Inmaculada Concepción.

## Apariciones de Pontevedra
Artículo principal: Apariciones de Pontevedra

El 10 de diciembre de 1925, Sor Lúcia narra que vio aparecerse en su celda del convento de las Doroteas de Pontevedra al Niño Jesús y a la Virgen María quien le pidió que propagara la devoción de los primeros sábados en reparación del Inmaculado Corazón de María:
Mira, hija mía, mi Corazón cercado de espinas que los hombres ingratos me clavan sin cesar con blasfemias e ingratitudes. Tú, al menos, procura consolarme y di que a todos los que, durante cinco meses, en el primer sábado, se confiesen, reciban la Sagrada Comunión, recen el Rosario y me hagan compañía durante 15 minutos meditando en los misterios del rosario con el fin de desagraviarme les prometo asistir en la hora de la muerte con las gracias necesarias para su salvación.

## Acto de reparación
Para obtener las gracias de la promesa es necesario:
- Acudir al sacramento de la Confesión lo cual puede hacerse en los ocho días anteriores al sábado.

- Comulgar sacramentalmente el sábado, naturalmente en estado de gracia, con la intención de reparar el Inmaculado Corazón de María.

- Rezar el Santo Rosario; al menos 5 misterios.

- Meditar durante 15 minutos los misterios del rosario.

Las cuatro cosas deben realizarse con la intención específica de reparar al Inmaculado Corazón de María.
Particularmente se han de considerar cinco blasfemias y ultrajes contra la Virgen María: las blasfemias contra la Inmaculada Concepción; contra su virginidad perpetua; contra su divina maternidad (y el reconocimiento de la Virgen como Madre de los hombres); las blasfemias de quienes pretenden sembrar en el corazón de los niños la indiferencia, el desprecio o incluso el odio hacia la Virgen inmaculada; las ofensas y ultrajes que se cometen vandalizando o profanando las imágenes de María.